# Kupce, Busk
Kupce (în ucraineană Купче) este localitatea de reședință a comunei Kupce din raionul Busk, regiunea Liov, Ucraina.

## Demografie
Componența lingvistică a localității Kupce
     Ucraineană (99,39%)
     Alte limbi (0,61%)
Conform recensământului din 2001, majoritatea populației localității Kupce era vorbitoare de ucraineană (99,39%), existând în minoritate și vorbitori de alte limbi.